# Ngữ tộc Celt
Ngữ tộc Celt hay Ngữ tộc Xen-tơ là một nhóm ngôn ngữ trong ngữ hệ Ấn-Âu, là hậu thân của ngôn ngữ Celt nguyên thủy. Thuật ngữ "Celtic" được sử dụng lần đầu để mô tả một nhóm ngôn ngữ vào năm 1707 bởi Edward Lhuyd, sau khi Paul-Yves Pezron chứng minh được sự liên hệ giữa người Celt trong lịch sử với ngôn ngữ của người Wales và người Breton.
Các ngôn ngữ Celt hiện đại chủ yếu hiện diện tại miền tây bắc châu Âu, gồm Ireland, Scotland, Wales, Bretagne, Cornwall, và Đảo Man. Cũng có một lượng người nói tiếng Wales ở vùng Patagonia thuộc Argentina và một số người nói tiếng Gael Scotland trên Đảo Cape Breton của Nova Scotia. Vài người nói ngôn ngữ Celt sống trong các vùng kiều dân Celt tại Hoa Kỳ, Canada, Úc, và New Zealand. Trên toàn cầu, ngôn ngữ Celt luôn là ngôn ngữ thiểu số dù luôn có những dự án phục hồi. Tiếng Wales là ngôn ngữ Celt duy nhất không bị UNESCO phân loại là "bị đe dọa".
Nhóm ngôn ngữ Celt hải đảo là một nhóm ngôn ngữ Celt phát triển trên đảo Anh và Ireland, trái với các ngôn ngữ Celt lục địa từng hiện diện trên Châu Âu lục địa và Tiểu Á. Mọi ngôn ngữ Celt ngày nay đều nằm trong nhóm hải đảo. 